# Рата (село)
Ра́та — село в Україні, у Львівськії області. 
Рата — давній населений пункт у північно-західній частині макрорегіону-заповідника «Розточчя», на території якого водні потоки Європи розтікаються в рідні сторони: одні в басейн Дністра — до Чорного моря, інші в басейни рік Західного Бугу і Сяну — до Балтійського моря. Ріка Рата, на березі якої розташоване село Рата, несе свої води до Балтики, оскільки є притокою ріки Західний Буг, яка у свою чергу є притокою ріки Вісла, котра впадає в Балтійське море.

## Населення

### Мова
Розподіл населення за рідною мовою за даними перепису 2001 року:
| Мова       | Кількість | Відсоток |
| ---------- | --------- | -------- |
| українська | 608       | 95.15%   |
| польська   | 28        | 4.38%    |
| білоруська | 2         | 0.31%    |
| російська  | 1         | 0.16%    |
| Усього     | 639       | 100%     |

## Рельєф
Село розташоване на території Ратенської рівнини, яка є частиною Равського Розточчя. 
Блюдцеподібне пониження рельєфу «Чемниник», «Долинка», «Ставок», «Шнури», «Блоня», «Коло спиртзаводу» і широка долина ріки Рата обумовили заболоченість центральних і північно-західних околиць села. Колись тут часто бували сильні повені, ріка Рата розливалась, підтоплюючи значну частину села (по річці пливли хатні речі, сіно, дошки, колоди і т.д.).
Лише на північних околицях села є невеликі пагорби. 

## Ґрунт
Ґрунти населеного пункту досить родючі, з північної і східної сторін села - суглинкові, а із заходу та півдня - дерново-підзолисті.

## Луки і пасовища
Село оточене луками, на яких місцевий люд випасає худобу. Вони розміщуються у низовинах, болотистих місцях («Чемерник», «Коло бойні», «Шнури») та на підвищеній місцевості — «Пастерник» (тут у 1945-1955рр. було летовище для літаків прикордонної служби — «кукурудзяників») 

## Пагорби
Поблизу села є два невисоких пагорби:
- Кічара ( народна назва — Бабіча гора, 395 м над рівнем моря)
- Гаївка (колись її називали Червона Гора, 204 м над рівнем моря)

## Історія
Село належало до Равського повіту. На 01.01.1939 в селі проживало 1220 мешканців, з них 100 українців-грекокатоликів, 1070 поляків, 30 євреїв і 20 німців.

## Уродженці
- Чорній Роман Ярославович (02.07.1997-09.04.2022) — сержант Збройних Сил України, учасник російсько-української війни, що загинув у ході російського вторгнення в Україну в 2022 році. Загинув під час виконання бойового завдання з ведення спеціальної розвідки у складі групи спеціального призначення біля м. Семенівка, Новгород-Сіверського району, Чернігівської області. Поховали захисника 12.04.2022 на міському кладовищі м. Рава-Руська.
- Мазурак Володимир Ігорович (26.10.1980 - 07.04.2023) - солдат ЗСУ, загинув в районі с. Васюківка, Бахмутського району, Донецької області. Поховали захисника 04.11.2023 на міському кладовищі м. Рава-Руська.
- Баран Валерій Валерійович (1990 - 07.08.2023) - солдат ЗСУ, загинув в районі сел. Шуми, Бахиутського району, Донецької області. Поховали захисника 20.08.2023 на міському кладовищі м. Рава-Руська.